# Бештейруш (Паредеш)
Бештейруш (порт. Besteiros) — район (фрегезия) в Португалии, входит в округ Порту. Является составной частью муниципалитета Паредеш. По старому административному делению входил в провинцию Дору-Литорал. Входит в экономико-статистический субрегион Тамега, который входит в Северный регион. Население составляет 1412 человека на 2001 год. Занимает площадь 2,70 км².
Покровителями района считаются Косма и Дамиан (порт. São Cosme e São Damião).